# Dieudonné Nzapalainga
Dieudonné Nzapalainga, CSSp (Bangassou, 14. ožujka 1967.) srednjoafrički je prelat Katoličke Crkve koji je od 2012. nadbiskup Banguija, gdje je od 2009. do 2012. služio kao apostolski administrator. Predsjednik je Srednjoafričke biskupske konferencije od 2013. godine.
Nzapalainga je na konzistoriju održanom 19. studenoga 2016. uzdignut u rang svećenika kardinala. Dodijeljena mu je naslovna crkva Sant'Andrea della Valle. Bio je prvi kardinal iz Srednjoafričke Republike, prvi rođen nakon Drugog vatikanskog sabora i najmlađi član Kardinalskog zbora sve dok Giorgio Marengo nije postao kardinal 2022.